# Liste des monuments historiques du Morbihan
Cet article recense les monuments historiques du Morbihan, en France.

## Généralités
Au 21 juillet 2025, le Morbihan compte 992 édifices comportant au moins une protection au titre des monuments historiques, dont 342 sont classés et 674 sont inscrits. Le total des monuments classés et inscrits est supérieur au nombre total de monuments protégés car plusieurs d'entre eux sont à la fois classés et inscrits. 
Le graphique suivant résume le nombre de premières protections par décennies :

## Liste
Les monuments historiques du département ont été regroupés dans trois listes par arrondissement :
- Liste des monuments historiques de l'arrondissement de Lorient
- Liste des monuments historiques de l'arrondissement de Pontivy
- Liste des monuments historiques de l'arrondissement de Vannes

En outre, les communes comptant au moins vingt monuments historiques font l'objet de listes séparées :
- Pour les MH de la commune d'Auray : Liste des monuments historiques d'Auray
- Pour les MH de la commune de Carnac : Liste des monuments historiques de Carnac
- Pour les MH de la commune de Ploërmel : Liste des monuments historiques de Ploërmel
- Pour les MH de la commune de Vannes : Liste des monuments historiques de Vannes

| Commune                         | Arrondissement |
| ------------------------------- | -------------- |
| Allaire                         | Vannes         |
| Ambon                           | Vannes         |
| Arradon                         | Vannes         |
| Arzal                           | Vannes         |
| Arzon                           | Vannes         |
| Augan                           | Vannes         |
| Monuments historiques d'Auray   |                |
| Baden                           | Vannes         |
| Bangor                          | Lorient        |
| Baud                            | Pontivy        |
| Béganne                         | Vannes         |
| Beignon                         | Vannes         |
| Belz                            | Lorient        |
| Berné                           | Pontivy        |
| Berric                          | Vannes         |
| Bieuzy                          | Pontivy        |
| Bignan                          | Pontivy        |
| Billiers                        | Vannes         |
| Billio                          | Pontivy        |
| Bohal                           | Vannes         |
| Le Bono                         | Vannes         |
| Brandérion                      | Lorient        |
| Brandivy                        | Vannes         |
| Brech                           | Lorient        |
| Bréhan                          | Pontivy        |
| Brignac                         | Pontivy        |
| Bubry                           | Lorient        |
| Buléon                          | Pontivy        |
| Caden                           | Vannes         |
| Calan                           | Lorient        |
| Camoël                          | Vannes         |
| Camors                          | Lorient        |
| Campénéac                       | Pontivy        |
| Carentoir                       | Vannes         |
| Monuments historiques de Carnac |                |
| Caro                            | Vannes         |
| Caudan                          | Lorient        |
| La Chapelle-Gaceline            | Vannes         |
| La Chapelle-Neuve               | Pontivy        |
| Cléguer                         | Lorient        |
| Cléguérec                       | Pontivy        |
| Colpo                           | Vannes         |
| Concoret                        | Pontivy        |
| Cournon                         | Vannes         |
| Le Cours                        | Vannes         |
| Crac'h                          | Lorient        |
| Crédin                          | Pontivy        |
| Le Croisty                      | Pontivy        |
| Croixanvec                      | Pontivy        |
| La Croix-Helléan                | Pontivy        |
| Cruguel                         | Pontivy        |
| Damgan                          | Vannes         |
| Elven                           | Vannes         |
| Erdeven                         | Lorient        |
| Étel                            | Lorient        |
| Évellys                         | Pontivy        |
| Évriguet                        | Pontivy        |
| Le Faouët                       | Pontivy        |
| Férel                           | Vannes         |
| Les Forges                      | Pontivy        |
| Les Fougerêts                   | Vannes         |
| La Gacilly                      | Vannes         |
| Gâvres                          | Lorient        |
| Gestel                          | Lorient        |
| Glénac                          | Vannes         |
| Gourhel                         | Pontivy        |
| Gourin                          | Pontivy        |
| Grand-Champ                     | Vannes         |
| La Grée-Saint-Laurent           | Pontivy        |
| Groix                           | Lorient        |
| Guégon                          | Pontivy        |
| Guéhenno                        | Pontivy        |
| Gueltas                         | Pontivy        |
| Guémené-sur-Scorff              | Pontivy        |
| Guénin                          | Pontivy        |
| Guer                            | Vannes         |
| Guern                           | Pontivy        |
| Le Guerno                       | Vannes         |
| Guidel                          | Lorient        |
| Guillac                         | Pontivy        |
| Guilliers                       | Pontivy        |
| Guiscriff                       | Pontivy        |
| Helléan                         | Pontivy        |
| Hennebont                       | Lorient        |
| Le Hézo                         | Vannes         |

| Commune                           | Arrondissement |
| --------------------------------- | -------------- |
| Hoëdic                            | Lorient        |
| Houat                             | Lorient        |
| Île-aux-Moines                    | Vannes         |
| Île-d'Arz                         | Vannes         |
| Inguiniel                         | Lorient        |
| Inzinzac-Lochrist                 | Lorient        |
| Josselin                          | Pontivy        |
| Kerfourn                          | Pontivy        |
| Kergrist                          | Pontivy        |
| Kernascléden                      | Pontivy        |
| Kervignac                         | Lorient        |
| Landaul                           | Lorient        |
| Landévant                         | Lorient        |
| Lanester                          | Lorient        |
| Langoëlan                         | Pontivy        |
| Langonnet                         | Pontivy        |
| Languidic                         | Lorient        |
| Lanouée                           | Pontivy        |
| Lantillac                         | Pontivy        |
| Lanvaudan                         | Lorient        |
| Lanvénégen                        | Pontivy        |
| Larmor-Baden                      | Vannes         |
| Larmor-Plage                      | Lorient        |
| Larré                             | Vannes         |
| Lauzach                           | Vannes         |
| Lignol                            | Pontivy        |
| Limerzel                          | Vannes         |
| Lizio                             | Vannes         |
| Locmalo                           | Pontivy        |
| Locmaria                          | Lorient        |
| Locmaria-Grand-Champ              | Vannes         |
| Locmariaquer                      | Lorient        |
| Locminé                           | Pontivy        |
| Locmiquélic                       | Lorient        |
| Locoal-Mendon                     | Lorient        |
| Locqueltas                        | Vannes         |
| Lorient                           | Lorient        |
| Loyat                             | Pontivy        |
| Malansac                          | Vannes         |
| Malestroit                        | Vannes         |
| Malguénac                         | Pontivy        |
| Marzan                            | Vannes         |
| Mauron                            | Pontivy        |
| Melrand                           | Pontivy        |
| Ménéac                            | Pontivy        |
| Merlevenez                        | Lorient        |
| Meslan                            | Pontivy        |
| Meucon                            | Vannes         |
| Missiriac                         | Vannes         |
| Mohon                             | Pontivy        |
| Molac                             | Vannes         |
| Monteneuf                         | Vannes         |
| Monterblanc                       | Vannes         |
| Monterrein                        | Pontivy        |
| Montertelot                       | Pontivy        |
| Moréac                            | Pontivy        |
| Moustoir-Ac                       | Pontivy        |
| Muzillac                          | Vannes         |
| Néant-sur-Yvel                    | Pontivy        |
| Neulliac                          | Pontivy        |
| Nivillac                          | Vannes         |
| Nostang                           | Lorient        |
| Noyal-Muzillac                    | Vannes         |
| Noyal-Pontivy                     | Pontivy        |
| Le Palais                         | Lorient        |
| Péaule                            | Vannes         |
| Peillac                           | Vannes         |
| Pénestin                          | Vannes         |
| Persquen                          | Pontivy        |
| Plaudren                          | Vannes         |
| Plescop                           | Vannes         |
| Pleucadeuc                        | Vannes         |
| Pleugriffet                       | Pontivy        |
| Ploemel                           | Lorient        |
| Plœmeur                           | Lorient        |
| Ploërdut                          | Pontivy        |
| Ploeren                           | Vannes         |
| Monuments historiques de Ploërmel |                |
| Plouay                            | Lorient        |
| Plougoumelen                      | Vannes         |
| Plouharnel                        | Lorient        |
| Plouhinec                         | Lorient        |
| Plouray                           | Pontivy        |
| Pluherlin                         | Vannes         |
| Plumelec                          | Pontivy        |
| Pluméliau                         | Pontivy        |

| Commune                         | Arrondissement |
| ------------------------------- | -------------- |
| Plumelin                        | Pontivy        |
| Plumergat                       | Lorient        |
| Pluneret                        | Lorient        |
| Pluvigner                       | Lorient        |
| Pontivy                         | Pontivy        |
| Pont-Scorff                     | Lorient        |
| Porcaro                         | Vannes         |
| Port-Louis                      | Lorient        |
| Priziac                         | Pontivy        |
| Quelneuc                        | Vannes         |
| Questembert                     | Vannes         |
| Quéven                          | Lorient        |
| Quiberon                        | Lorient        |
| Quistinic                       | Lorient        |
| Radenac                         | Pontivy        |
| Réguiny                         | Pontivy        |
| Réminiac                        | Vannes         |
| Riantec                         | Lorient        |
| Rieux                           | Vannes         |
| La Roche-Bernard                | Vannes         |
| Rochefort-en-Terre              | Vannes         |
| Rohan                           | Pontivy        |
| Roudouallec                     | Pontivy        |
| Ruffiac                         | Vannes         |
| Le Saint                        | Pontivy        |
| Saint-Abraham                   | Vannes         |
| Saint-Aignan                    | Pontivy        |
| Saint-Allouestre                | Pontivy        |
| Saint-Armel                     | Vannes         |
| Saint-Avé                       | Vannes         |
| Saint-Barthélemy                | Pontivy        |
| Saint-Brieuc-de-Mauron          | Pontivy        |
| Saint-Caradec-Trégomel          | Pontivy        |
| Saint-Congard                   | Vannes         |
| Saint-Dolay                     | Vannes         |
| Sainte-Anne-d'Auray             | Lorient        |
| Sainte-Brigitte                 | Pontivy        |
| Sainte-Hélène                   | Lorient        |
| Saint-Gérand                    | Pontivy        |
| Saint-Gildas-de-Rhuys           | Vannes         |
| Saint-Gonnery                   | Pontivy        |
| Saint-Gorgon                    | Vannes         |
| Saint-Gravé                     | Vannes         |
| Saint-Guyomard                  | Vannes         |
| Saint-Jacut-les-Pins            | Vannes         |
| Saint-Jean-Brévelay             | Pontivy        |
| Saint-Jean-la-Poterie           | Vannes         |
| Saint-Laurent-sur-Oust          | Vannes         |
| Saint-Léry                      | Pontivy        |
| Saint-Malo-de-Beignon           | Vannes         |
| Saint-Malo-des-Trois-Fontaines  | Pontivy        |
| Saint-Marcel                    | Vannes         |
| Saint-Martin-sur-Oust           | Vannes         |
| Saint-Nicolas-du-Tertre         | Vannes         |
| Saint-Nolff                     | Vannes         |
| Saint-Perreux                   | Vannes         |
| Saint-Philibert                 | Lorient        |
| Saint-Pierre-Quiberon           | Lorient        |
| Saint-Servant                   | Pontivy        |
| Saint-Thuriau                   | Pontivy        |
| Saint-Tugdual                   | Pontivy        |
| Saint-Vincent-sur-Oust          | Vannes         |
| Sarzeau                         | Vannes         |
| Sauzon                          | Lorient        |
| Séglien                         | Pontivy        |
| Séné                            | Vannes         |
| Sérent                          | Vannes         |
| Silfiac                         | Pontivy        |
| Le Sourn                        | Pontivy        |
| Sulniac                         | Vannes         |
| Surzur                          | Vannes         |
| Taupont                         | Pontivy        |
| Théhillac                       | Vannes         |
| Theix-Noyalo                    | Vannes         |
| Le Tour-du-Parc                 | Vannes         |
| Tréal                           | Vannes         |
| Trédion                         | Vannes         |
| Treffléan                       | Vannes         |
| Tréhorenteuc                    | Pontivy        |
| La Trinité-Porhoët              | Pontivy        |
| La Trinité-sur-Mer              | Lorient        |
| La Trinité-Surzur               | Vannes         |
| Val d'Oust                      | Pontivy        |
| Monuments historiques de Vannes |                |
| La Vraie-Croix                  | Vannes         |